# Yi Jet Qi
Jet Yi Qi (chino simplificado:易桀齐chino tradicional:易桀齐), es un cantante y compositor malayo de ascendencia china. Nacido el 14 de abril de 1972, Jet Yi o Jet (como también se le conoce comúnmente) es oriundo de la ciudad de Miri, Sarawak de Malasia oriental. Ha escrito muchas canciones para cantantes realizado como Jacky Cheung, Jolin Tsai, Emil Chau, Rene Liu, Fish Leong, Penny Tai y Nicholas Teo.

## Discografía

### Álbumes
- 2001 - Primer álbum de debut "恋恋不舍Lian Lian Bu She"
- 2006 - segundo álbum "一整片天空Pian Zheng Yi Tian Kong"
- 2008 - Tercer álbum "有你真好You Ni Zhen Hao"

### Single Individual
- 2003 - [千里之外] Qian Li Zhi Wai 2003 - [千里之外] Qian Li Zhi Wai

## Hitos en su carrera
| Año                                  | Artistas                                                              | Composiciones                                                   |
| ------------------------------------ | --------------------------------------------------------------------- | --------------------------------------------------------------- |
| 2009                                 | "Ice Cream 4 U", Charity Show Theme Song (Malaysia)                   | 需要爱 - Xu Yao Ai                                              |
| 2009                                 | Huang Ya Li, 黄雅丽 (One of the participants of Super Girl (contest)) | 相愛的人都等在這地方 - Xiang Ai De Ren Dou Deng Zai Zhe Di Fang |
| 2009                                 | Nicholas Teo, 張棟樑                                                  | 不要再聽他寫的歌了 - Bu Yao Zai Ting Ta Xie De Ge Le            |
| 2009                                 | Jolin Tsai, 蔡依琳                                                    | 我的依賴 - Wo De Yi Lai                                         |
| 2009                                 | Fish Leong, 梁静茹                                                    | 别再为他流泪 - Bie Zai Wei Ta Liu Lei                           |
| 2009                                 | Pei Jie, 培杰                                                         | 881寂寞 - Bai Bai Ji Mo                                         |
| 2009                                 | Pei Jie, 培杰                                                         | 学生歌 - Xue Sheng Ge                                           |
| 2007 - 2008                          | Jacky Cheung, 張學友                                                  | 好久不見 - Hao Jiu Bu Jian                                      |
| 2007 - 2008                          | Fish Leong, 梁静茹                                                    | Ces't La Vie (Album)                                            |
| 2007 - 2008                          | A-mei, 張惠妹                                                         | 知己 - Zhi Ji                                                   |
| 2007 - 2008                          | René Liu, 刘若英                                                      | 熊 - Xiong                                                      |
| 2007 - 2008                          | Guo Jing, 郭靜                                                        | 慢慢紀念 - Man Man Ji Nian                                      |
| 1999 - 2006                          |                                                                       |                                                                 |
| Emil Chow (Wakin Chau), 周華健       | 好想哭 - Hao Xiang Ku                                                 |                                                                 |
| Jacky Cheung, 張學友                 | 玩不起 - Wan Bu Qi                                                    |                                                                 |
| Fish Leong, 梁静茹                   | 如果有一天 - Ru Guo You Yi Tian                                       |                                                                 |
| Fish Leong, 梁静茹                   | 我還記得 - Wo Hai Ji De                                               |                                                                 |
| Fish Leong, 梁静茹                   | 半個月亮 - Ban Ge Yue Liang                                           |                                                                 |
| Fish Leong, 梁静茹                   | 看海計畫 - Kan Hai Ji Hua                                             |                                                                 |
| Fish Leong, 梁静茹                   | 我是愛你的 - Wo Shi Ai Ni De                                          |                                                                 |
| Fish Leong, 梁静茹                   | 因為還是會 - Yin Wei Hai Shi Hui                                      |                                                                 |
| Annie Yi, 伊能靜                     | 你是我的幸福嗎 - Ni Shi Wo De Xing Fu Ma                              |                                                                 |
| René Liu, 刘若英                     | 幸福的路 - Xing Fu De Lu                                              |                                                                 |
| René Liu, 刘若英                     | I Believe                                                             |                                                                 |
| A-mei, 張惠妹                        | 過不去 - Guo Bu Qu                                                    |                                                                 |
| Valen Hsu, 許茹芸                    | 痞子 - Pi Zi                                                          |                                                                 |
| Power Station, 動力火車              | 陌生的夜 - Mo Sheng De Ye                                             |                                                                 |
| Xing Xiao Qi, 辛曉琪                 | 一個人甜蜜 - Yi Ge Ren Tian Mi                                        |                                                                 |
| Daniel Chen (Hong Kong, China)陳曉東 | 一場雨 - Yi Chang Yu                                                  |                                                                 |
| Daniel Chen (Hong Kong, China)陳曉東 | Good-bye                                                              |                                                                 |
| No Name                              | 你最明瞭 - Ni Zui Ming Liao                                           |                                                                 |
| Zhang Yu Hua, 張玉華                 | 隨便你 - Sui Bian Ni                                                  |                                                                 |
| Huang Jia Qian, 黃嘉千               | 愛已升天 - Ai Yi Sheng Tian                                           |                                                                 |
| Ho Yeow Sun (Singapur)何耀珊         | 那些幸福的事 - Na Xie Xing Fu De Shi                                  |                                                                 |
| Ho Yeow Sun (Singapur)何耀珊         | 他還在等你 - Ta Hai Zai Deng Ni                                       |                                                                 |
| Ronald Cheng, 鄭中基                 | Bed Time Story                                                        |                                                                 |
| Ronald Cheng, 鄭中基                 | 看穿 - Kan Chuan                                                      |                                                                 |
| Wen Zhang, 文章                      | 愛完結 - Ai Wan Jie                                                   |                                                                 |
| Gao Hui Jun, 高慧君                  | 報應 - Bao Ying                                                       |                                                                 |

| Año  | Shows y Conciertos                                                                                   |
| ---- | --- |
| 2009 | Ice-Cream 4 U Charity Concert (idea conceived by Jet Qi & Angelica Lee, 李心潔)                      |
| 2008 | Lee Guitars China Promotional Tour                                                                   |
| 2008 | 3rd album <You Ni Zhen Hao> Malaysia Promotional Tour                                                |
| 2008 | Ntv7 Star Live Concert 2008 (live telecast)                                                          |
| 2008 | PWH Malaysia (Persatuan Wartawan Hiburan / Entertainment Journalists Association) Music Awards Night |
| 2008 | 988 New Year Eve Countdown Concert (Radio Station)                                                   |
| 2007 | Hong Kong Ani-Comics & Game Fair Concert @ Hong Kong Convention & Exhibition Centre                  |
| 2007 | China CONVERSE Promotional Showcase (Beijing,Shanghai, Guangzhou, Hangzhou)                          |
| 2006 | Perfect 100 Charity Concert @ Stadium Nasional Bukit Jalil                                           |
| 2003 | EP Launch – Christmas Eve Concert at The Actors Studio                                               |